# Na serio
Na serio – drugi solowy album muzyczny Pei. Został wydany 17 września 2009, w 33. urodziny muzyka.
Na płycie znalazło się 20 premierowych utworów, które wyprodukowali: White House, DJ Zel, Vixen, DNA oraz Brahu. Gościnnie udzielali się: Pih, Kobra, Gandi Ganda, Kaczor, Shellerini, Brahu, Vixen, Chada, Mrozu, K8, Paluch, Glaca, Ana Herrero i Wozik. Skreczami zajęli się DJ Decks, DJ Zel, DJ Taek, Triple Impact (DJ Rink i DJ Soina). Dodatkowo w utworze „Kochana mamo” partie saksofonu dograł Marek Pospieszalski.
Artysta o albumie:

Płyta pisała się z dnia na dzień przy pierwszym wejściu do studia miałem pomysły na pierwszych dziesięć kawałków. W sumie wokale nagrałem w kilka dni. Muzyka napływająca do mnie z bardzo różnych, ale pewnych źródeł w dużej mierze przyczyniła się do tego, że zacząłem pisać ten album. (...) jeśli chodzi o „Na serio” to tej płycie jest najbliżej do "N.O.J.A.", zarówno muzycznie jak i tekstowo.

Nagrania dotarły do 2. miejsca listy OLiS. W lutym 2010 roku płyta została nominowana w plebiscycie „Podsumowanie 2009” serwisu Poznanskirap.com w kategorii album roku. W październiku 2015 album uzyskał status platynowej płyty.

## Lista utworów
Opracowano na podstawie materiału źródłowego.
1. „Na powierzchni” (gośc. Triple Impact, prod. White House)
2. „Szczęście” (gośc. K8, DJ Zel, prod. DJ Zel)
3. „Byłem jestem będę” (gośc. Wozik, prod. White House)
4. „Na serio” (gośc. DJ Decks. prod. White House)[A]
5. „Hip hop” (gośc. DJ Taek, prod. White House)
6. „Gruba impra z Rysiem 2” (gośc. Gandi Ganda, Kobra, prod. DJ Zel)
7. „Kochana mamo” (gośc. Marek Pospieszalski, prod. White House)
8. „Peneriada” (gośc. Triple Impact, prod. White House)
9. „Obudź się (Pod prąd 2)” (gośc. Chada, prod. White House)
10. „To jeszcze nie koniec” (gośc. Paluch, prod. DNA)
11. „Śmiertelna pasja rap” (gośc. Kaczor, prod. White House)
12. „Poszukując ideału” (gośc. Mrozu, prod. White House)
13. „To co robimy” (gośc. Vixen, prod. Vixen)
14. „Pozwól mi żyć (Są chwile)” (gośc. Glaca, Ana Herrero, prod. DJ Zel)
15. „Mamy ten flow” (gośc. Brahu, Shellerini, prod. Brahu)
16. „Pokonując granice” (gośc. DJ Taek, prod. WhiteHouse)
17. „KC” (prod. DNA)
18. „Zbyt dużo bólu” (gośc. Pih, prod. DJ Zel)
19. „To jeszcze nie koniec” (DNA Remix) (gośc. Paluch, prod. DNA)
20. „Epilog” (prod. White House)

Notatki
- A^ W utworze wykorzystano sample z piosenki „What's My Name?” w wykonaniu DMX-a[12].

Single
| Gruba impra z Rysiem 2 |
| --- |
| 1. „Gruba impra z Rysiem 2” (Album Wersja) (gośc. Gandzior, Kobra) 2. „Gruba impra z Rysiem 2” (Radio Wersja) (gośc. Gandzior, Kobra) 3. „Gruba impra z Rysiem 2” (Instrumental) 4. „Gruba impra z Rysiem 2” (Acappela) (gośc. Gandzior, Kobra) |